# Lemme de Zolotarev
En mathématiques, le lemme de Zolotarev est un résultat d'arithmétique modulaire équivalent au lemme de Gauss et introduit par Yegor Ivanovich Zolotarev en 1872 pour redémontrer la loi de réciprocité quadratique,. Il énonce que pour tout nombre premier p > 2 et tout entier a non divisible par p, le symbole de Legendre (a/p) est égal à la signature de la permutation des classes résiduelles modulo p qui multiplie chaque élément par a.

## Preuve
Soit α la classe modulo p de l'entier a. La permutation de l'énoncé fixe la classe nulle, et s'identifie sur les classes non nulles à l'action τα de α par translation, dans le groupe multiplicatif Z/pZ*. Cette permutation se décompose en (p - 1)/i cycles disjoints, chacun de taille i, où i est l'ordre de α (c'est-à-dire le plus petit entier i > 0 tel que αi = 1). Sa signature vaut donc :
Pour comparer cette signature avec le symbole de Legendre (a/p), qui d'après le critère d'Euler, est égal à α(p - 1)/2, on discute alors suivant la parité de i :
si i est pair alors {\displaystyle \alpha ^{(p-1)/2}=(\alpha ^{i/2})^{(p-1)/i}=(-1)^{(p-1)/i}=\varepsilon (\tau _{\alpha })} ;
si i est impair alors {\displaystyle \alpha ^{(p-1)/2}=(\alpha ^{i})^{(p-1)/2i}=1=\varepsilon (\tau _{\alpha })}.
Dans les deux cas, c'est le résultat attendu.

## Généralisation
Le théorème de Frobenius-Zolotarev, indique que si V est un espace vectoriel de dimension finie sur le corps fini Fp, alors la signature de tout automorphisme de V (vu comme une permutation de cet espace vectoriel fini) est égale au symbole de Legendre de son déterminant :
Le lemme de Zolotarev correspond au cas V=Fp et u=la multiplication par a.